# Бари (Уелс)
Вижте пояснителната страница за други значения на Бари.
Ба̀ри (на английски: Barry; на уелски: Y Barri, Ъ Ба̀ри) е град в Южен Уелс, главен административен център на графство Вейл ъф Гламорган. Разположен е на брега на залива към Келтско море наречен Бристълски канал на около 10 km на югозапад от централната част на столицата Кардиф. Първите сведения за града датират от 6 век. Има жп гара и пристанище. До западната му част е летището на Кардиф. Морски курорт. Населението му е 50 661 жители според данни от преброяването през 2001 г.

## Спорт
Представителният футболен отбор на града се казва ФК Бари Таун. Дългогодишен участник е в Уелската Висша лига и седемкратен шампион на Уелс.